# Konc
Konc – wieś w Słowenii, w gminie Laško. W 2018 roku liczyła 22 mieszkańców.